# Veneciafrenia
Pour plus de détails, voir Fiche technique et Distribution.
Veneciafrenia (littéralement « Frénésie de Venise ») est un film espagnol coécrit, coproduit et réalisé par Álex de la Iglesia, sorti en 2021. Il s'agit du premier volet de la série filmographique « The Fear Collection », créée par le réalisateur et la productrice Carolina Bang (es).
Il est présenté en séance spéciale au festival international du film de Catalogne 2021.

## Synopsis
Des jeunes touristes espagnols découvrent Venise. Au bout du temps, à leur surprise telle une frayeur, les Vénitiens déclenchent une frénésie touristique…

## Fiche technique
Sauf indication contraire, les informations mentionnées dans cette section peuvent être confirmées par la base de données cinématographiques IMDb,  présente dans la section « Liens externes ».
- Titre original et français : Veneciafrenia
- Réalisation : Álex de la Iglesia
- Scénario : Jorge Guerricaechevarría et Álex de la Iglesia
- Musique : Roque Baños
- Direction artistique : José Luis Arrizabalaga	et Biaffra
- Costumes : Laura Milan
- Photographie : Pablo Rosso
- Montage : Domingo González
- Production : Carolina Bang (es) et Álex de la Iglesia
- Production déléguée : Ricardo Marco Budé, Ariens Damsi et Ignacio Salazar-Simpson
- Sociétés de production : Amazon Studios, Pokeepsie Films et Sony Pictures[1]
- Société de distribution : Sony Pictures Entertainment Iberia[4]
- Pays de production :  Espagne
- Langue originale : espagnol
- Format : couleur - 2,35:1
- Genre : horreur
- Durée : 80 minutes
- Dates de sortie :
  - Espagne : 9 octobre 2021 (Festival international du film de Catalogne) ; 22 avril 2022 (sortie nationale)
  - Suisse : 2 juillet 2022 (Festival international du film fantastique de Neuchâtel 2022)

## Distribution
- Ingrid García-Jonsson : Isa
- Silvia Alonso : Susana
- Goize Blanco : Arantza
- Nicolás Iloro : Javi
- Alberto Bang : José
- Cosimo Fusco : Dottore
- Enrico Lo Verso : Giacomo
- Armando de Razza : Brunelli
- Caterina Murino
- Nico Romero (es) : Alfonso
- Alessandro Bressanello : Colonna
- Giulia Pagnacco : Gina

## Production
En mai 2020, on apprend qu'Álex de la Iglesia et Carolina Bang (es), de la société de production, Pokeepsie Films, travaillent sur le projet d'une série de films d'horreur, baptisée « The Fear Collection », dont ils sont également producteurs, avec la collaboration d'Amazon Studios et Sony Pictures. Chaque film sera réalisé par de différents réalisateurs espagnols intéressés par les films d'horreur. Le premier volet, intitulé Veneciafrenia, sera réalisé par Álex de la Iglesia, lui-même,.
Le 27 octobre 2020, on dévoile les noms des acteurs engagés dans le film : Ingrid García-Jonsson, Silvia Alonso, Goize Blanco, Nicolás Iloro, Alberto Bang, Cosimo Fusco, Enrico Lo Verso, Armando di Razza, Caterina Murino et Nico Romero (es).
Le tournage du premier volet débute le 5 octobre 2020. Il a lieu à Madrid, en Espagne, et à Venise, en Italie,, pendant 7 semaines.

## Accueil
Le film est sélectionné et présenté en séance spéciale, le 9 octobre 2021, au Festival international du film de Catalogne. Il est annoncé initialement pour le 26 novembre 2021 dans les salles obscures en Espagne, mais est par la suite repoussé au 22 avril 2022[réf. souhaitée].

## Distinction

### Sélection
- Festival international du film de Catalogne 2021 : en séance spéciale
- Festival International du Film Fantastique de Paris 2021 : film d'ouverture[9]